# ريتشارد وليامز (رسام رسوم متحركة)
ريتشارد وليامز (19 مارس,1933 - 16 أغسطس,2019) (بالإنجليزية: Richard Williams)‏ هو منتج أفلام، ومخرج أفلام، ورسام رسوم متحركة، وكاتب سيناريو كندي، ولد في تورونتو.

## التعليم
تعلم في الثانوية الشمالية ‏.

## جوائز وترشيحات
حصل على جوائز منها:
جوائز
- جائزة الأوسكار لأفضل تأثيرات بصرية، عن عمل: من ورط الأرنب روجر
- جائزة الأوسكار لأفضل فيلم رسوم متحركة قصير (1972)
- جائزة وينسر مكاي (1984)
- جائزة الأوسكار للإنجاز المميز [الإنجليزية]‏ (1989)
- جائزة  الأكاديمية البريطانية للأفلام عن فئة أفضل فيلم رسوم متحركة [الإنجليزية]‏ (1959)

ترشيحات
- جائزة الأوسكار لأفضل فيلم رسوم متحركة قصير

ترشح لـ:
- جائزة الأوسكار لأفضل فيلم رسوم متحركة قصير، عن عمل: مقدمة [الإنجليزية]‏
- جائزة الأوسكار لأفضل فيلم رسوم متحركة قصير، عن عمل: ترنيمة عيد الميلاد [الإنجليزية]‏
- جائزة الأوسكار لأفضل تأثيرات بصرية، عن عمل: من ورط الأرنب روجر.

## وصلات خارجية
- ريتشارد وليامز على موقع IMDb (الإنجليزية)
- ريتشارد وليامز على موقع ألو سيني (الفرنسية)
- ريتشارد وليامز على موقع أول موفي (الإنجليزية)
- ريتشارد وليامز على موقع قاعدة بيانات الأفلام السويدية (السويدية)
- ريتشارد وليامز على موقع قاعدة بيانات الفيلم (الإنجليزية)
- ريتشارد وليامز على موقع كينوبويسك (الروسية)